# 拉罗谢尔区
拉罗谢尔区（法語：Arrondissement de La Rochelle）是法国滨海夏朗德省所辖的一个区。总面积852.8平方公里，总人口216972，人口密度254人/平方公里（2017年）。主要城镇为拉罗谢尔。

## 辖区
拉罗谢尔区辖有58个市镇。